# Wawel

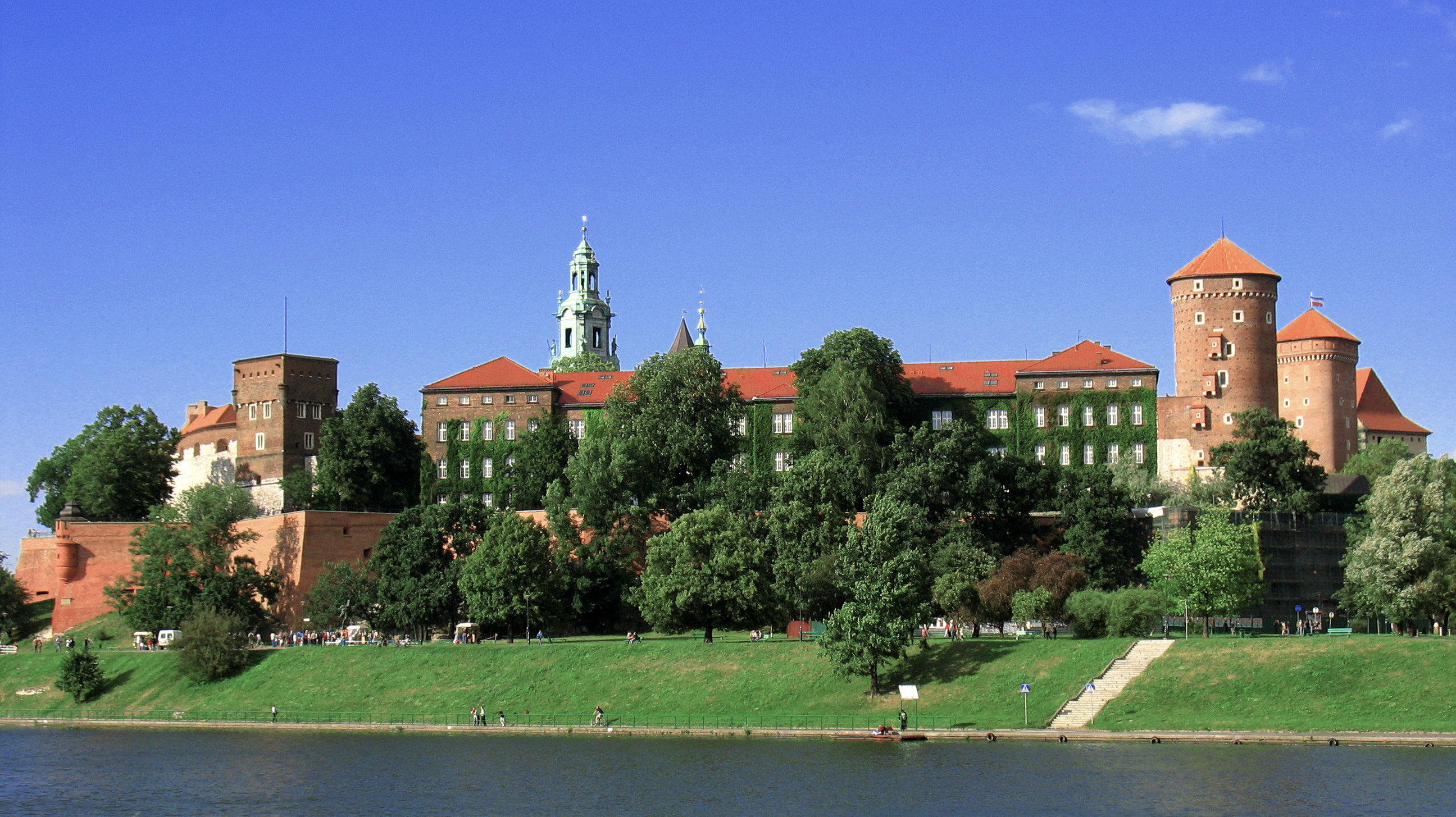
Vederea complexului Wawel de pe râul Vistula

Wawel este un complex arhitectural ridicat multe secole în urmă în vârful unui afloriment de calcar de pe malul stâng al râului Vistula în Cracovia, Polonia, la o altitudine de 228 metri deasupra nivelului mării.
Complexul este format din mai multe clădiri și fortificații; cea mai mare și cea mai cunoscută dintre acestea este Castelul Regal și Catedrala Wawel (care este Bazilica Sf. Stanisław și Sf. Wacław). Unele dintre cele mai vechi clădiri de piatră din Wawel, cum ar fi Rotunda Fecioarei Maria poate fi datată din anul 970 (d.Hr.). Există, de asemenea, construcții de lemn în complex din secolul al IX-lea. Castelul în sine a fost descris ca „unul dintre cele mai fascinante dintre toate castele din Europa”.
Wawel este un loc de o mare importanță pentru polonezi: a devenit primul centru de putere politică la sfârșitul primului mileniu d.Hr. și în secolul al IX-lea, principalul castru fortificat a tribului Vistulani (poloneză Wiślanie). Primul conducător istoric Mieszko I al Poloniei (cca.965–992) din dinastia Piast și succesorii săi: Boleslau I Cel Viteaz (poloneză Bolesław I Chrobry; 992–1025) și Mieszko al II-lea Lambert (1025–1034) au ales ca Wawel să fie una dintre reședințele lor. În același timp, Wawel a devenit unul dintre principalele centre poloneze a creștinismului. Primele construcții romanice, inclusiv o catedrală de piatră pentru a servi episcopiei din Cracovia, au fost ridicate acolo în anul 1000. Din timpul domniei lui Cazimir Restauratorul (1034-1058) Wawel a devenit principalul centru politic și administrativ pentru statul polonez.
Până în 1611, Wawel a fost sediul oficial al monarhiei poloneze; acest lucru s-a datorat faptului că Cracovia a fost capitala Poloniei (1038-1569) și a Uniunii statale polono-lituaniane (1569-1596). Mai târziu a devenit Orașul Liber Cracovia (1815-1846); Marele Ducat al Cracoviei 1846-1918; și Voievodatul Cracovia din secolul al XIV-lea până în 1999. Acum este capitala Voievodatului Polonia Mică. Prin urmare, complexul Wawel care este ca o fortăreață care domină vizual orașul, a fost adesea privit ca un sediu al puterii.
Catedrala Wawel a fost nu numai un loc de încoronare pentru regii Poloniei, dar și mausoleul lor. Mai târziu, ea a devenit un  Panteon național.
De-a lungul secolului al XX-lea, Wawel a fost reședința președintelui Poloniei; după invazia Poloniei la începutul celui de-Al Doilea Război Mondial, Cracovia a devenit sediul Guvernului General al Germaniei și Wawel a devenit, ulterior, reședința Guvernatorul General nazist  Hans Frank. După încetarea operațiunilor militare, Wawel a fost restaurat și a devenit din nou un muzeu național, loc de cult și centru care ilustrează istoria complexă a Poloniei.